# Kylmäjärvi (sjö i Kuusamo, Norra Österbotten)
Kylmäjärvi är en sjö i kommunen Kuusamo i landskapet Norra Österbotten i Finland. Arean är 42 hektar och strandlinjen är 5,05 kilometer lång. Sjön  ingår i Ijo älvs huvudavrinningsområde.   Den ligger omkring 210 kilometer öster om Uleåborg och omkring 670 kilometer norr om Helsingfors. 